# Zamek w Złoczowie
Zamek w Złoczowie – fortyfikacja bastionowa zbudowana w Złoczowie w latach 1634–1636. Do roku 1772 w Rzeczypospolitej Obojga Narodów, następnie w zaborze austriackim, w latach 1918–1939 na terenie II Rzeczypospolitej, od 1991 r. na terytorium Ukrainy. Obecnie placówka Lwowskiej Galerii Sztuki. Wchodzi w skład szlaku turystycznego „Złota Podkowa Lwowszczyzny”.

## Położenie i wygląd
Zamek (cytadela) typu palazzo in fortezza położony na wzgórzu, po stronie południowo-wschodniej miasta Złoczów.

### Fortyfikacje
Fortyfikacje zamku stanowią wysokie wały, zamykające kwadrat z czterema pięciokątnymi bastionami na rogach. Na narożnikach bastionów sześcioboczne, kamienne wieżyczki strażnicze. Na każdej wmurowana płyta kamienna z czteropolową tarczą, na której widnieją herby: Janina, Gozdawa, Rawicz i Herburt. Po bokach litery J.S.K.K.S.K. (Jakub Sobieski, Krajczy Koronny, Starosta Krasnostawski) i rok 1634. Bastiony i łączące je kurtyny otaczał głęboka fosa.

### Brama
W środku kurtyny od strony miasta, w piętrowym budynku, brama wjazdowa ujęta w portal z głową lwa w kluczu archiwolty. Nad nadprożem widniała płyta (obecnie na dziedzińcu) z napisem: Sub Tuum Praesidium Confugimus Santa Dei Gentrix (Pod Twoją obronę uciekamy się, Święta Boża Rodzicielko).

### Pałac
W obrębie kwadratowego dziedzińca o 110 m rozpiętości każdego boku, przy zachodniej kurtynie, od XVII wieku wznosi się monumentalny, jednopiętrowy barokowy gmach zbudowany na planie prostokąta. Każde jego naroże zdobią rustykowane pilastry; barokowy portal i okna architektonicznie obramione ciosami. Pierwotnie był to pałac mieszkalny rodu Sobieskich. W latach 1872–1914 pałac pełnił funkcję austriackiego więzienia. Zakład karny mieścił się w zamku do 1926 r.

### Pawilon chiński
Przy wale od południa znajduje się rotunda ozdobiona tarczami herbowymi Janina, którą zbudowano na polecenie króla Jana III Sobieskiego dla jego żony Marysieńki. W XVIII wieku do rotundy dobudowano dwa symetryczne parterowe pawilony (w latach 1872–1914 była to kaplica więzienna).
Do 1939 r. zamek był własnością państwa polskiego.

## Historia
O zamku złoczowskim wspominają źródła od pierwszej połowy XVI w. jako o własności Sienieńskich, potem Zborowskich i Górków, od których razem z dobrami nabył go w 1592 r. Marek Sobieski. Był to zamek niewątpliwie drewniany, istniejący na tzw. kępie. Zamek, jaki znamy dzisiaj, założył syn Marka Sobieskiego, Jakub, który był człowiekiem nauki i oratorem. Budowę przeprowadził w latach 1634–1636 w oparciu o wymagania ówczesnej sztuki fortyfikacyjnej, tj. w systemie bastionowym maniery nowo-holenderskiej. Zachowane napisy i herby potwierdzają datę powstania zamku, którego architekt jest nieznany.
Jan III Sobieski, odziedziczywszy po matce Złoczów, zniszczony w wojnach kozackich, odnowił, wzmocnił i ozdobił zamek. Często w nim przebywał, mimo że jego ulubioną rezydencją był zamek w Żółkwi. W Złoczowie zakładał obozy, śledził ruchy nieprzyjacielskie i z tego miasta wyruszał na wyprawy wojenne. W 1690 r. omal nie wpadł w ręce czambułu tatarskiego, który niespodziewanie zjawił się pod zamkiem w Złoczowie. W 1672 r., w czasie wojen tureckich, załoga zamku w Złoczowie stawiała zacięty opór armii tureckiej Kapudana baszy, idącego na Lwów. Zamku bronił major Stryn z 200 dragonami i okoliczną szlachtą. Po sześciu dniach obrony zamek został zdobyty i obsadzony załogą turecką. W sierpniu 1675 r. hordy tatarskie dwukrotnie próbowały zdobyć zamek. 23 sierpnia 1675 r. pod jego murami zjawili się dwaj sułtani tatarscy. Zamku bronił Stanisław Jabłonowski, wojewoda ruski. Tatarzy od 9. rano aż do drugiej po południu atakowali zamek i miasto. Rażeni ogniem dział i piechoty, odstąpili od oblężenia ze znacznymi stratami.
Otaczany troskliwą opieką króla, który dbał o swoją „złoczowską forteczkę”, zamek zawsze posiadał odpowiednią załogę, doświadczonych komendantów i zasobny arsenał. Dzięki temu stał się ważną placówką w bojach kresowych.
Po śmierci Jana III Sobieskiego zamek odziedziczył syn Konstanty, a następnie Jakub Sobieski. Po nich (1740) przeszedł na własność Radziwiłłów i w zatargach ich z Janem Tarłą, wojewodą sandomierskim, o spuściznę po Sobieskich, odegrał ważną rolę. Zaniedbany jednak, wskutek lichej gospodarki, podupadł. Inwentarz zamku sporządzony w 1768 r. stwierdzał wprawdzie, że zachował się jeszcze w całości, ale wymagał „znacznej reparacji”. Według wspomnianego inwentarza, dół pałacu zawierał: dwie sienie, sześć pokoi, dwie komórki, dwie spiżarnie, kaplicę, zakrystię i skarbiec. Na piętrze była duża sień, dziesięć pokoi, sala i mała sień. Okna były bądź taflowe, bądź oprawione w ołów. Wszystkie piece były kaflowe, na dole zielone, na górze białe. Inwentarz wyjaśnił pierwotne przeznaczenie pawilonu rotundowego, który nazwał „pałacem chińskim”. Stan jednak tego pawilonu, którego okrągłą salę nakrywała kopuła z galerią, był opłakany. Naprzeciw głównego pałacu stała oficyna z kuchnią i piekarnią dla załogi. W rogu stajnia drewniana, a w pobliżu studnia cembrowana. Przy bramie mieściła się prochownia. W bramie i na wałach znajdowało się 21 sztuk armat i 2 moździerze. W cekhauzie znajdowały się m.in. 82 hakownice i 85 strzelb.
Z zajęciem przez Austrię w 1834 r. wszystkie te przedmioty uległy konfiskacie.
W 1801 r. Złoczów wraz z zamkiem nabył na licytacji Łukasz hr. Komarnicki, który odrestaurował zamek (znajdujący się w stanie bliskim ruiny) i w nim zamieszkał. Jego syn, Aleksander, w 1834 r. wydzierżawił zamek na koszary dla trzech kompanii 15 p., a od sukcesorów jego, z drugiej już ręki, w 1872 r. nabył go rząd austriacki i przeznaczył na więzienie.
W latach 1918–1919, w czasie wojny polsko-ukraińskiej, zamek został zamieniony na więzienie, w którym Ukraińcy zamordowali kilkudziesięciu Polaków, w tym poetę Ludwika Wolskiego. Ciała ofiar władze polskie ekshumowały i pochowały 29 września 1921 r. w Kaplicy-Mauzoleum Orląt Złoczowskich na cmentarzu w Złoczowie.
Podczas II wojny światowej w zamku znajdowało się więzienie NKWD, w którym zamordowano wielu przedstawicieli miejscowej ludności. Po 22 czerwca 1941, przed wycofaniem się z miasta, NKWD rozstrzelało od 649 do 752, a według innych źródeł od 650 do 720 więźniów. Ciała ofiar oprawcy pogrzebali w zbiorowych grobach wykopanych na dziedzińcu wewnętrznym i na terenie sadu. Odnalezienie ofiar NKWD, które zbiegło się z wkroczeniem do miasta Niemców, posłużyło za pretekst do organizacji pogromu Żydów, których oskarżono o sympatyzowanie z komunizmem. Pogrom odbywał się także na terenie zamku.

## Muzeum
Po restauracji zamek funkcjonuje jako muzeum, filia Lwowskiej Galerii Sztuki. Muzeum czynne jest od środy do soboty w godzinach 10:00-17:00 i w niedziele 12:00-17:00. W Pawilonie Chińskim w 2004 r. otwarto niewielkie Muzeum Kultur Wschodu.